# Hrabstwo Livingston (Missouri)
Hrabstwo Livingston (ang. Livingston County) – hrabstwo w stanie Missouri w Stanach Zjednoczonych. Obszar całkowity hrabstwa obejmuje powierzchnię 538,48 mil2 (1 395 km²). Według danych z 2010 r. hrabstwo miało 15 195 mieszkańców. Hrabstwo powstało 6 stycznia 1837 roku i nosi imię Edwarda Livingstona - sekretarza stanu Stanów Zjednoczonych.

## Sąsiednie hrabstwa
- Hrabstwo Grundy (północ)
- Hrabstwo Linn (wschód)
- Hrabstwo Chariton (południowy wschód)
- Hrabstwo Carroll (południe)
- Hrabstwo Caldwell (południowy zachód)
- Hrabstwo Daviess (północny zachód)

## Miasta
- Chillicothe
- Chula
- Dawn (CDP)
- Wheeling

## Wioski
- Ludlow
- Mooresville
- Utica